# The Orbserver in the Star House
The Orbserver in the Star House — одиннадцатый студийный альбом британской электронной группы The Orb, изданный 28 августа 2012 года на лейблах Cooking Vinyl и The End Records. Он получил смешанные и положительные отзывы от музыкальных критиков.

## Отзывы
| Совокупная оценка    | Совокупная оценка |
| Источник             | Оценка            |
| -------------------- | ----------------- |
| AnyDecentMusic?      | 5.7/10            |
| Metacritic           | 61/100            |
| Оценки критиков      |                   |
| Источник             | Оценка            |
| AllMusic             | [ 5 ]             |
| Consequence of Sound | [ 6 ]             |
| FACT                 | [ 7 ]             |
| The Independent      | [ 8 ]             |
| The Line of Best Fit | 7/10              |
| musicOMH             | [ 10 ]            |
| NME                  | 5/10              |
| Pitchfork            | 6.8/10            |
| PopMatters           | 7/10              |
| Rolling Stone        | [ 14 ]            |

The Orbserver in the Star House получил смешанные и положительные отзывы от музыкальных критиков. На сайте Metacritic, который присваивает нормализованный рейтинг из 100 баллов рецензиям основных критиков, альбом получил средний балл 61, основанный на профессиональных рецензиях, что означает «В целом благоприятные отзывы». Рик Андерсон из AllMusic отметил про музыкантов, что «они создают богатый гобелен из мягких, но плотных ритмических подложек, некоторые из них более хаус-производные, некоторые более регги-вкуса, над которыми Перри читает рэп, а затем они обращаются с его голосом как с одним из многих инструментов, которые вплетаются в этот гобелен и выплетаются из него. Подход — дабовый, но результат уникален — он одновременно нажимает на знакомые музыкальные кнопки и звучит как ничто другое, что было раньше. Слушать этот альбом — все равно что есть комфортную пищу с чужой планеты. Среди ярких моментов — величественная и благопристойная „Man in the Moon“, тектонически басовитая „Go Down Evil“ и насыщенная фанком „Thirsty“, построенная на старинной мудрости Перри: „Если ты хочешь пить, выпей воды“».

## Список композиций
| №                   | Название            | Длительность |
| ------------------- | ------------------- | ------------ |
| 1.                  | «Ball of Fire»      | 4:11         |
| 2.                  | «H. O. O.»          | 4:14         |
| 3.                  | «Man in the Moon»   | 4:05         |
| 4.                  | «Soulman»           | 6:03         |
| 5.                  | «Golden Clouds»     | 5:45         |
| 6.                  | «Hold Me Upsetter»  | 4:21         |
| 7.                  | «Go Down Evil»      | 5:29         |
| 8.                  | «Thirsty»           | 4:36         |
| 9.                  | «Police & Thieves»  | 4:50         |
| 10.                 | «Ashes»             | 1:25         |
| 11.                 | «Congo»             | 6:23         |
| Общая длительность: | Общая длительность: | 51:22        |